# Copán

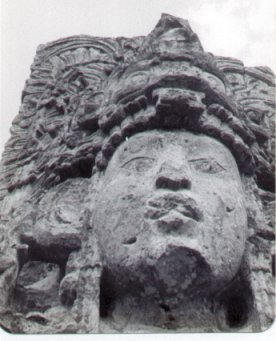
Stela króla Waxaklajuun Ub’aah K’awiil

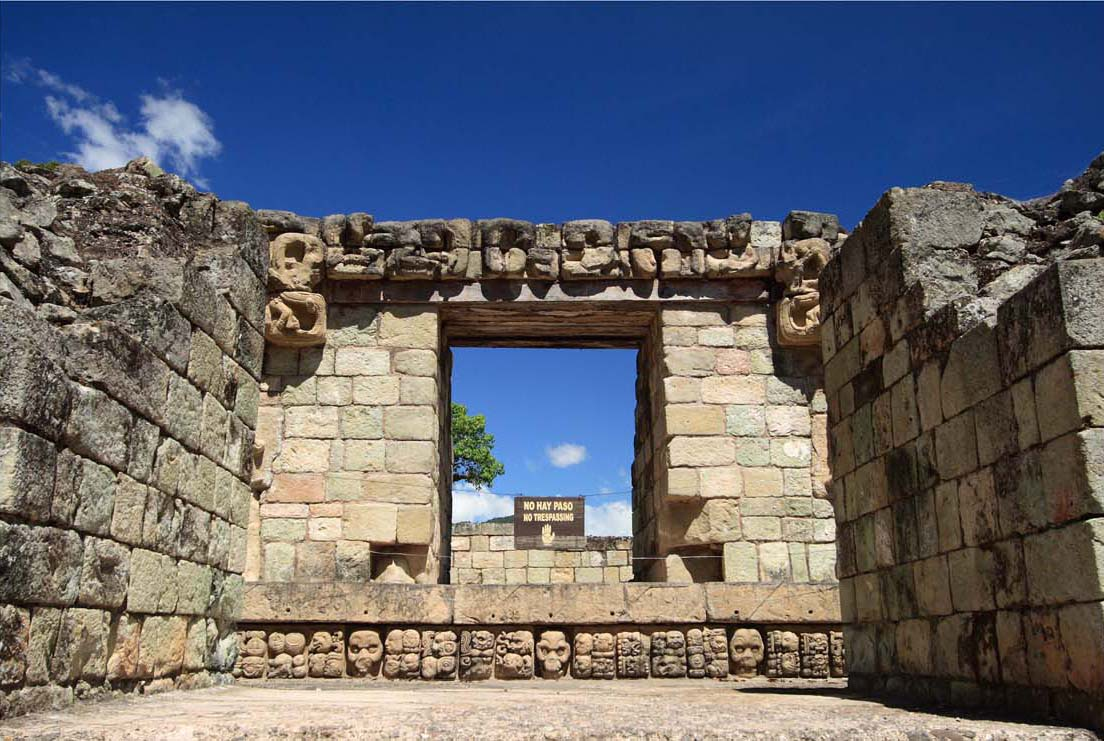
Drzwi wewnętrzne w Strukturze 10L-22

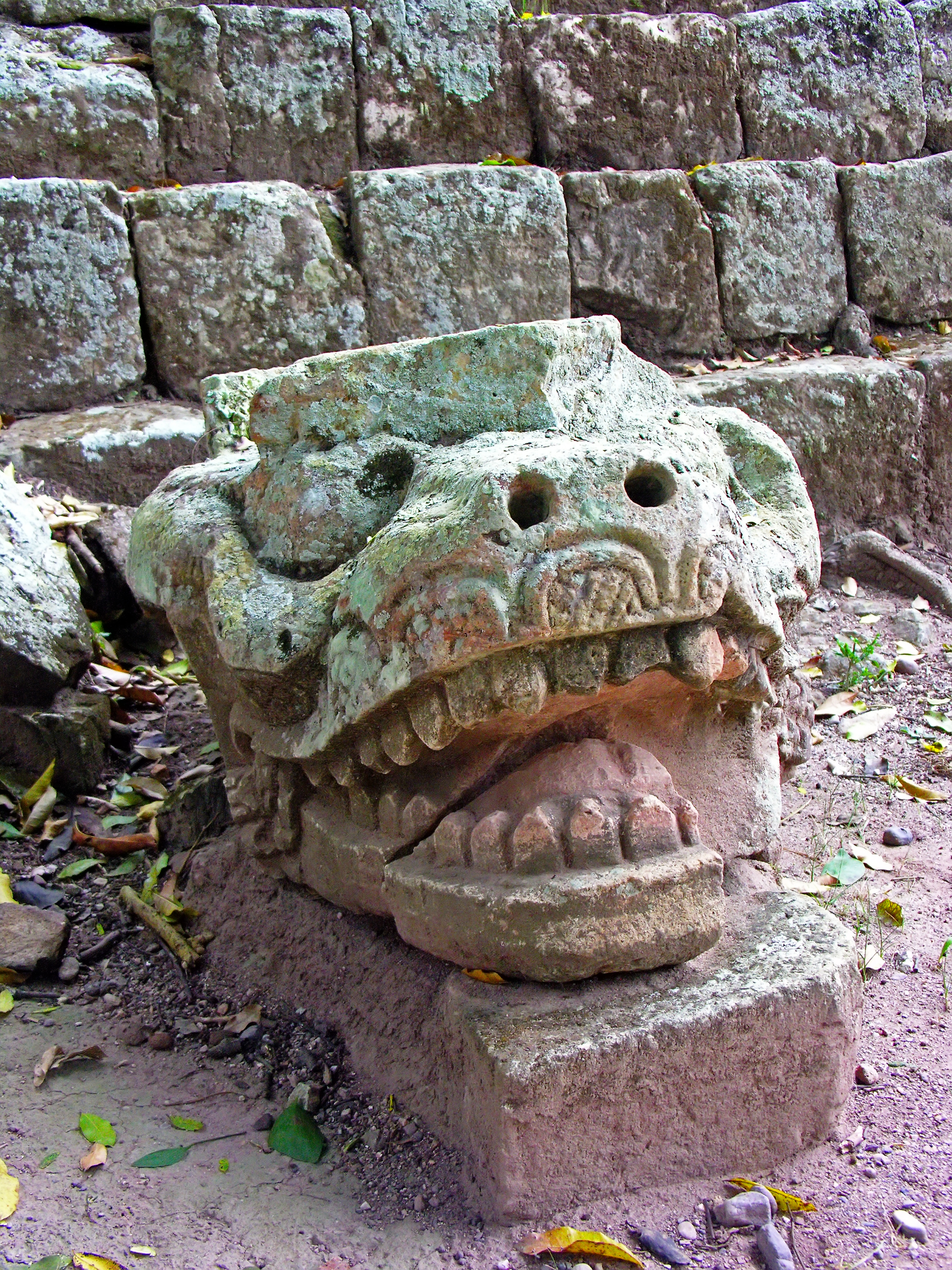
Kamienna głowa u podnóża Struktury 10L-11

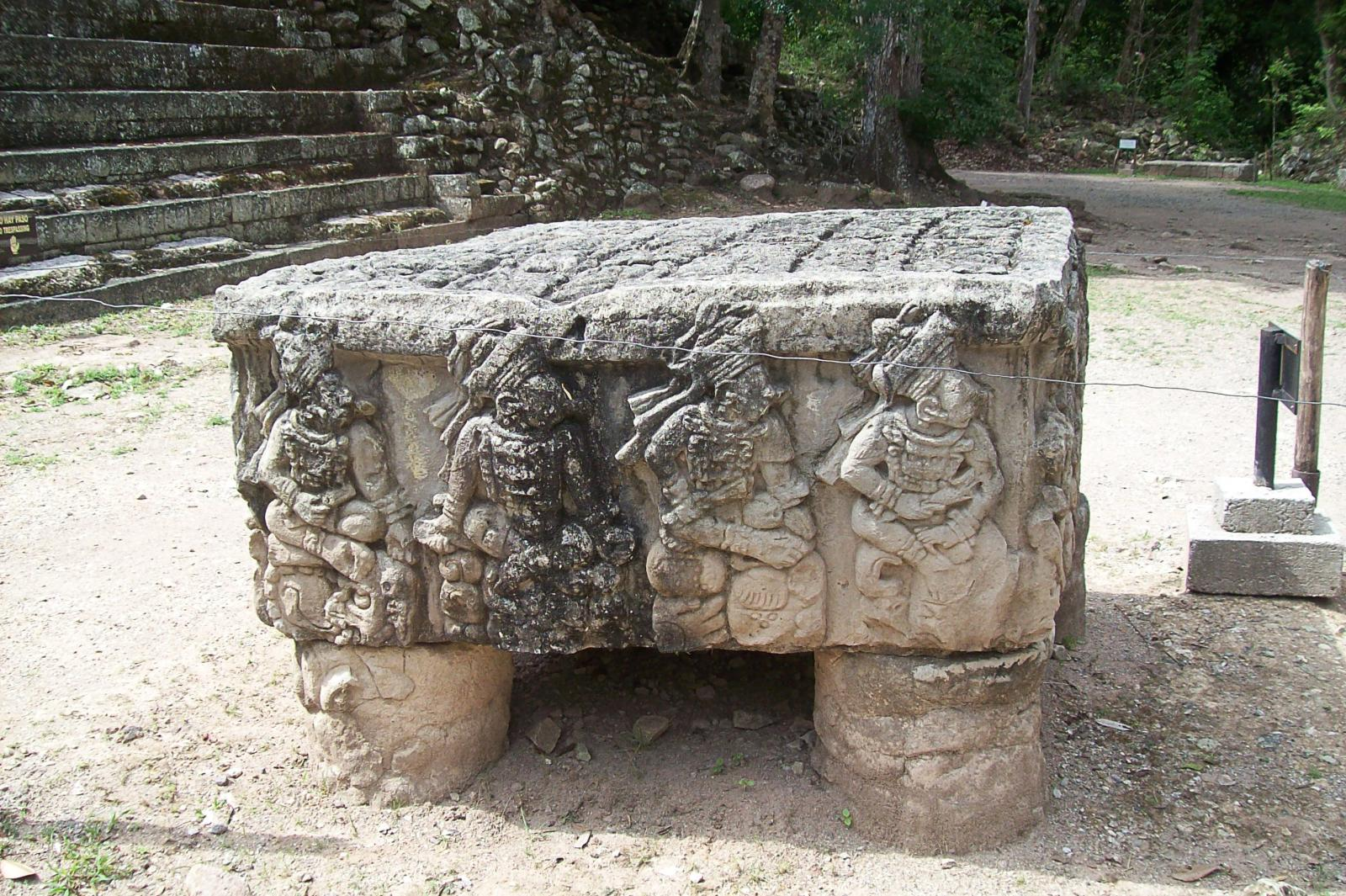
Ołtarz Q

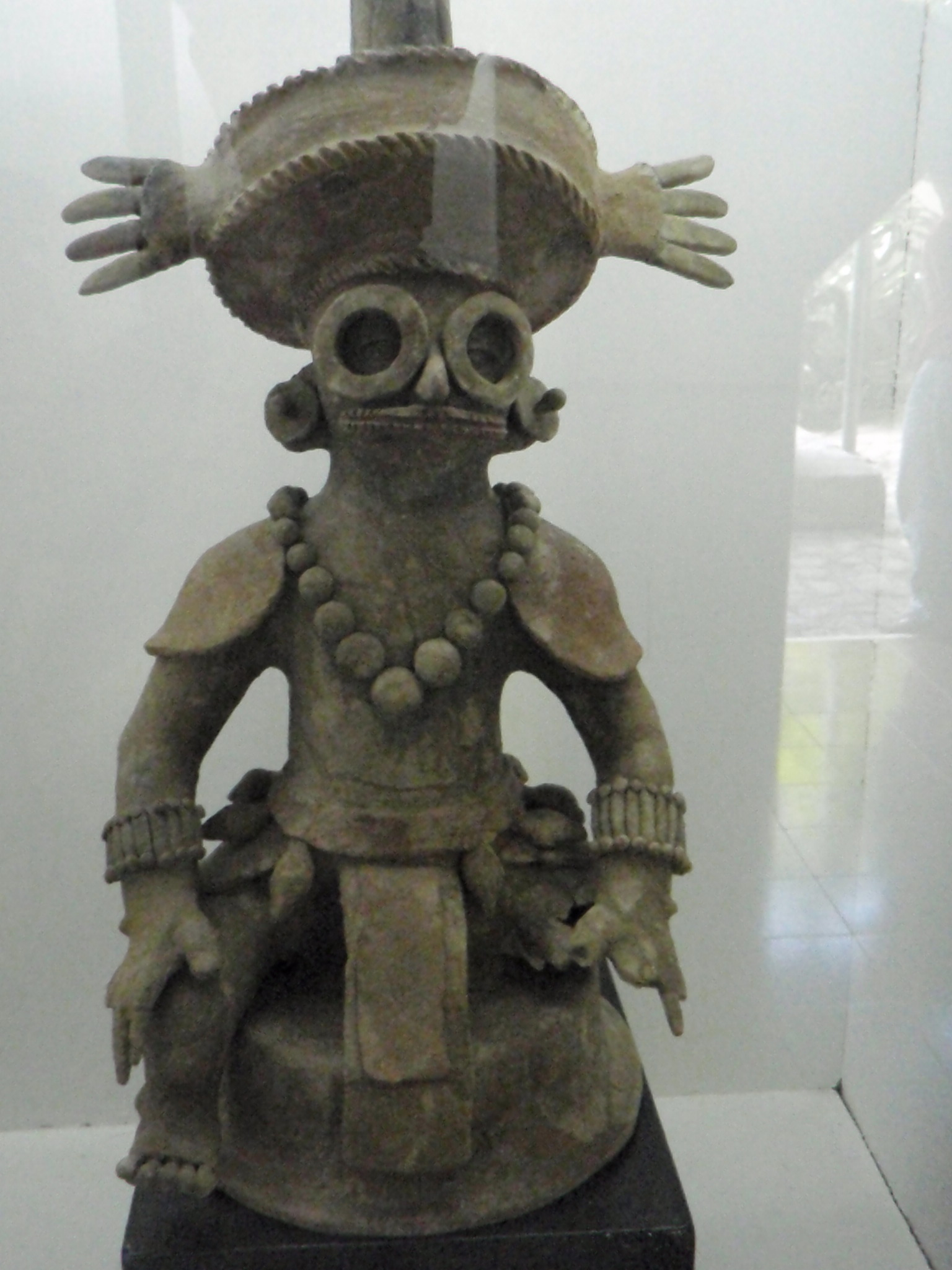
Figurka ceramiczna

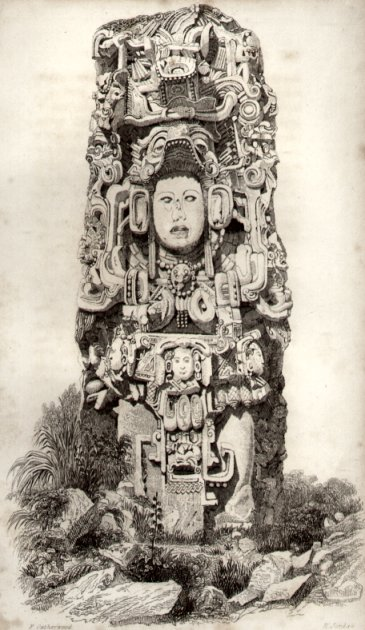
Stela króla K’ahk’ Yipyaj Chan K’awiil (Dymiącej Muszli)

Copán – miasto Majów położone w zachodniej części Hondurasu nad rzeką Río Copán.
Jest to położone najdalej na wschód (znane dotąd) miasto Majów.
Ruiny zostały odkryte w XVI wieku. W 1839 amerykański badacz John Lloyd Stephens kupił ruiny za 50 dolarów amerykańskich i wraz z rysownikiem angielskim Frederikiem Catherwoodem rozpoczęli ich penetrację. Z ich działalności zachowały się dokładne szkice przedstawiające ruiny i znaleziska. Systematyczne prace archeologiczne prowadzone są od 1953 roku. Na podstawie prowadzonych badań szacunkowa liczba mieszkańców Copán z okresu świetności to 200 tys. osób.
Tereny te były zamieszkiwane od ok. 1000 r. p.n.e. Największy rozkwit miasta przypada na okres klasyczny rozwoju sztuki Majów, od V do VIII w., w którym to miasto stanowiło stolicę Państwa Majów. Miastem władała w tym okresie dynastia 17 królów, której założycielem był K’inich Yax K’uk’ Mo’. Miasto zostało opuszczone po 900 r.
Jednym z najsłynniejszych władców Copán był król o imieniu 18 Królik. Pozostawił po sobie wiele budowli. Postawił też wiele olbrzymich stel przedstawiających jego postać w przebraniu różnych bogów i osób z mitologii Majów, a nawet jako Drzewo Świata. Król 18 Królik został pokonany przez króla miasta Quiriguá, które było przez wiele lat pod kontrolą władców Copán. Wzięty do niewoli, został złożony w ofierze bogom.
Było to jedno z największych i najważniejszych miast Majów. Centrum ceremonialne otoczone było dzielnicami mieszkalnymi, których liczba określana jest na 16. W centrum znajdowały się świątynie zbudowane na piramidach schodkowych, zespoły pałacowe, pięć wielkich dziedzińców oraz boisko do rytualnej gry w piłkę.
Boisko było wielokrotnie nadbudowywane, między innymi przez króla 18 Królik.
Najokazalsze schody prowadzące do centrum, zwane Schodami Hieroglifów, zbudowane zostały z 63 stopni o wysokości 45 cm i 16,0 m szerokości, na których wyryto 2500 znaków (część schodów zapadła się w XIX wieku, są odtwarzane). Jest to najdłuższy zabytek piśmiennictwa Majów i zarazem najbardziej znany zabytek Copán. Reliefy wyryte na podstopnicach przedstawiają sceny z życia kolejnych władców. W północnej części Copán można podziwiać 20 stel (w mieście zachowało się 38 stel wykonanych z tufu wulkanicznego). Są to pomniki kolejnych władców w strojach ceremonialnych.
Główne boisko do rytualnej gry w piłkę – ullamalitzli, znajdujące się pomiędzy "akropolem" a Wielkim Placem, zostało oddane do użytku w 738 r. Znajdujące się na nim kamienne okrągłe płyty przedstawiają władcę Copán grającego w piłkę z bogiem podziemnego świata. Boisko było kilkakrotnie przebudowywane w ciągu wieków, z pozostawienie niektórych starszych elementów, jak znaczniki pola gry w kształcie głowy ary.
W 1980 roku stanowisko archeologiczne w Copán zostało wpisane na listę światowego dziedzictwa UNESCO.